# لا تراویاتا (فیلم ۱۹۸۳)
لا تراویاتا (انگلیسی: La Traviata) فیلمی به کارگردانی فرانکو زفیرلی است که در سال ۱۹۸۲ منتشر شد. از بازیگران آن می‌توان به پلاسیدو دومینگو اشاره کرد.